# Dannie Heineman Prize for Astrophysics
Dannie Heineman Prize for Astrophysics – coroczna nagroda przyznawana przez American Astronomical Society i American Institute of Physics za wybitne osiągnięcia w astrofizyce. Nagrodę dla uczonych o dojrzałej karierze naukowej sponsoruje Heineman Foundation. W danym roku może ją otrzymać więcej niż jedna osoba; do 2021 roku zdarzyło się to czterokrotnie (w 2005, 2010, 2015 i 2021).
W gronie laureatów znaleźli się późniejsi nobliści (do 2021 roku czterech):
- 1980: Joseph H. Taylor Jr. (nobel 1993),
- 1981: Riccardo Giacconi (nobel 2002),
- 1982: James Peebles (nobel 2019),
- 1993: John C. Mather (nobel 2006).

Do 2021 roku nagrodę otrzymał jeden Polak: Bohdan Paczyński (1992).

## Laureaci Nagrody Heinemana
- 1980: Joseph H. Taylor Jr.
- 1981: Riccardo Giacconi
- 1982: James Peebles
- 1983: Irwin I. Shapiro
- 1984: Martin Rees
- 1985: Sandra Faber
- 1986: Hyron Spinrad
- 1987: David L. Lambert
- 1988: James Gunn
- 1989: Carl E. Heiles
- 1990: Richard McCray
- 1991: Wallace Sargent
- 1992: Bohdan Paczyński
- 1993: John C. Mather
- 1994: John Bahcall
- 1995: Jerry E. Nelson
- 1996: Roger A. Chevalier
- 1997: Scott D. Tremaine
- 1998: Roger Blandford
- 1999: Kenneth C. Freeman
- 2000: Frank Shu
- 2001: Bruce G. Elmegreen
- 2002: J. Richard Bond
- 2003: Rashid Sunyaev
- 2004: Bruce T. Draine
- 2005: George Efstathiou, Simon White
- 2006: Marc Davis
- 2007: Robert Kennicutt
- 2008: Andrew Fabian
- 2009: Lennox L. Cowie
- 2010: Edward Kolb, Michael S. Turner
- 2011: Robert Kirshner
- 2012: Chryssa Kouveliotou
- 2013: Rachel Somerville
- 2014: Piero Madau[1]
- 2015: David Spergel, Marc Kamionkowski
- 2016: Wendy L. Freedman
- 2017: Lars Bildsten
- 2018: Vicky Kalogera
- 2019: Edwin Bergin
- 2020: Christopher Kochanek
- 2021: Robert Lupton, David Weinberg
- 2022: Norman Murray
- 2023 Karen Meech
- 2024 John Carlstrom
- 2025 Priyamvada Natarajan